# Fruit en pâte d'amande
Les fruits en pâte d'amande ou  (en arabe : فاكهة اللوز) ou ( حلوة الفاكية) dans le dialecte algérien est une très ancienne Pâtisserie algérienne,.

## Description
Les gâteaux en pâtes d'amandes sont une sorte de trompe-l'œil en forme de fruit, pas trop sucré et d'une douce texture.
Ce gâteau est constitué d'une garniture, enrobée de pâte d'amande, faite d'une génoise traditionnelle Mouskoutchou mélangée avec la confiture ou de pâte de fruits el fakya prend quatre forme traditionnelle (elkhouka) pêche, (el bakoura), (el tfaha) pomme, (el lenjasa) poire, aujourd'hui il y a plusieurs modèles ,. Pour la préparation de la pâte d'amande, plusieurs techniques de cuisson traditionnelles existent : technique de préparation de la pâte d'amande cuite  et celle de la pâte d'amande à froid. La technique de la pâte d'amande cuite reste la plus difficile à réaliser et demande un savoir faire particulier.
Ce gâteau, qui peut accompagner le café ou le thé, a pris diverses formes telles que les fraises, les figues, pommes, citrons, dattes, raisins, etc.